# يوم الذكرى
يوم الذكرى (Memorial Day) هو يوم عطلة فدرالية في الولايات المتحدة الأمريكية يحتفل به في آخر يوم اثنين من شهر مايو. هذا اليوم يحتفل به لتكريم الجنود الأمريكان الذين قتلوا في ساحات المعارك. ابتدأ أساسًا لتكريم قتلى الحرب الأهلية الأمريكية. ثم تحول إلى ما هو عليه الآن بعد الحرب العالمية الأولى.